# Wedel Jarlsbergland
Wedel Jarlsbergland (Noors: Wedel Jarlsberg Land) is een schiereiland op het eiland Spitsbergen, dat deel uitmaakt van de Noorse eilandengroep Spitsbergen.
Het schiereiland wordt aan de noordzijde begrensd door de fjorden Bellsund en Van Keulenfjorden, in het oosten door de gletsjers Mühlbacherbreen, Nornebreen en Zawadzkibreen, in het zuiden door het fjord Hornsund en in het westen door de Groenlandzee. Ten noordoosten ligt aan de overzijde van het fjord het Nathorstland, ten oosten het Torellland en ten zuiden aan de overzijde van het fjord het Sørkappland.
Het schiereiland ligt in het Nationaal park Zuid-Spitsbergen.
Het schiereiland is vernoemd naar baron Fritz Wedel Jarlsberg (1855-1942).